# Eppo Brongers
Eppo Hero Brongers (Rotterdam, 28 mei 1929 – Heerlen, 22 december 2017) was een Nederlandse oud-militair en schrijver van populaire militair-historische boeken over de Tweede Wereldoorlog in Nederland.

## Levensloop
Na zijn middelbare school (HBS-B) doorliep hij de Koninklijke Militaire Academie waar hij in 1953 promoveerde. Hij koos voor een carrière bij de Koninklijke Landmacht, waar hij verschillende functies bekleedde als officier bij de verbindingsdienst. Ook vervulde hij functies bij de NAVO, was hij docent telecommunicatie en elektronische oorlogvoering aan de Hogere Krijgsschool, en docent strategie en militaire geschiedenis aan de Koninklijke Militaire Academie. In 1987 ging hij in de rang van luitenant-kolonel met functioneel leeftijdsontslag. Hij is in 1955 in Arnhem gehuwd met Anke Kelderman, met wie hij drie kinderen kreeg. Zij woonden sinds 1985 in Wijnandsrade. Brongers overleed op 88-jarige leeftijd in het Zuyderlandziekenhuis te Heerlen, na een kort ziekbed.

### Werk als militair schrijver
Al tijdens zijn werk bij de Koninklijke Landmacht deed Brongers militair-historisch onderzoek, met name gericht op de gebeurtenissen tijdens de Duitse aanval op Nederland in 1940 en publiceerde hierover. Zijn boeken beleefden vele herdrukken, waarbij Brongers vaak ook nieuwe informatie toevoegde.
In een van zijn bekendste werken - De oorlog in mei '40 (1963) - stelt Brongers dat de Duitse verliezen aan vliegtuigen in de meidagen van 1940 de Slag om Engeland en de Operatie Seelöwe (de Duitse invasie van Engeland) zwaar hebben gehinderd of hebben doen mislukken. De Duitsers verloren volgens Brongers 525 vliegtuigen (vooral transporttoestellen van de luchtlandingdivisie, namelijk Junkers 52s), wat door sommige historici wordt bevestigd, door andere ontkend of weersproken. Onweersproken is dat de Duitsers in ieder geval 325 toestellen verloren.
Brongers werkte ook mee aan publicaties van anderen, zoals het stafwerk De luchtverdediging in de meidagen 1940 (1970) van F.J. Molenaar (Sectie Luchtmachthistorie). Daarnaast leverde zijn onderzoek in totaal 55 aanvullingen en verbeteringen op op Het Koninkrijk der Nederlanden in de Tweede Wereldoorlog, het standaardwerk van Loe de Jong, waarvan De Jong nagenoeg alle overnam in herziene uitgaven van zijn werk.
In totaal publiceerde Brongers 19 boeken, en verschillende artikelen in diverse tijdschriften. Naast zijn publicaties gaf Brongers regelmatig lezingen en werkte hij als adviseur mee aan radio- en tv-programma's.

### Werk als amateurhistoricus
Brongers heeft als bestuurslid van de Stichting tot behoud van Kasteel Wijnandsrade onderzoek gedaan naar de geschiedenis van Kasteel Wijnandsrade. Op verzoek van de Heemkundevereniging Vrienden van Wijnandsrade heeft hij de oorlogsgeschiedenis van dit dorp beschreven. Op verzoek van Jan Bomans heeft hij bij gelegenheid van de oprichting van een monument ter ere van Prins Johan Willem Friso bij Moerdijk een monografie geschreven over het leven van deze prins. Vervolgens nam hij samen met Jan Bomans, lokaal heemkundige Ad Vermeulen en uitgever en museumdirecteur Leo Barjesteh van Waalwijk van Doorn zitting in het oprichtingscomité voor het monument.

## Onderscheidingen
Voor zijn militair-historische publicaties werd Brongers meerdere malen onderscheiden. In 1982 ontving hij de Prins Mauritsmedaille van de Koninklijke Nederlandse Vereniging 'Ons Leger', in 2000 kreeg hij de Inspecteursmedaille van het Regiment Huzaren van Sytzama; in 2004 werd The Battle for The Hague - 1940, de Engelse vertaling van zijn boek De slag om de residentie, uitgeroepen tot Editors Choice van de gezaghebbende Tweede Wereldoorlogboeken website Stone & Stone. Als kroon op zijn werk en erkenning voor zijn oeuvre werd Brongers in 2006 koninklijk onderscheiden: hij werd Officier in de Orde van Oranje-Nassau.

## Kritiek
Op de werken van Brongers is in de loop der jaren steeds meer kritiek gekomen. Zo zou hij de zaken nogal eens erg zwart-wit hebben voorgesteld ("goede" Nederlanders tegenover "slechte" Duitsers, in het kader van oorlogsrechtschendingen door SS-troepen tijdens de Slag om de Grebbeberg), hetgeen volgens critici is ingegeven door de behoefte van Brongers om de ondergewaardeerde inzet van de Nederlandse troepen in mei 1940 te rehabiliteren. Tevens wordt hem verweten selectief met bronnen te hebben gewerkt en de Duitse macht bij gelegenheid te hebben overdreven in zijn werk.